# یوسف صفایی
یوسف صفایی، موسیقی‌دان و نوازندهٔ تار دوران ناصرالدین‌شاه قاجار بود.

## زندگی هنری
یوسف صفایی، مشهور به یوسف‌خان صفایی که به دلیل اینکه از منسوبینِ ظهیرالدوله بود به «یوسف‌خان ظهیرالدوله‌ای» نیز شهرت داشت. او از شاگردان آقا علی‌اکبر فراهانی و آقا غلامحسین فراهانی بود.
روح‌الله خالقی به نقل از موسی معروفی دربارهٔ سبک نوازندگی وی نوشته‌است: «سبک ساز او خصوصیتی داشت و در مضراب تک و چپ و راست بسیار مسلط بود و از ردیف و علم موسیقی هم به خوبی اطلاع داشت و برخی نغمات مخصوص به خود می‌نواخت اما مضراب ریز کمتر در سازش مشاهده می‌شد و شنیدن ساز تنهایش ترجیح داشت تا اینکه همراه آواز و ضرب به گوش برسد.» او از نوازندگان ارکستر انجمن اخوت به ریاست غلامحسین درویش بود.
روح‌الله خالقی در کتاب سرگذشت موسیقی ایران نوشته‌است که یوسف‌خان صفایی در اوایل تأسیس هنرستان موسیقی وزیری در سال ۱۳۰۲، که در آن هنگام مرد سالخورده‌ای بود، تارهای هنرستان را تعمیر می‌کرد. از شاگردان او می‌توان به علی‌محمد فخام بهزادی و رحمت‌الله صفایی (نوه‌اش) اشاره نمود.